# 布鲁诺·迈尔曼
布鲁诺·迈尔曼（德語：Bruno Meyermann，1876年12月7日—1963年4月12日），德国天文学家，其一生长期在哥廷根天文台工作，1909至1914年任青岛观象台台长。

## 生平
布鲁诺·迈尔曼1876年12月7日出生于阿尔萨斯-洛林首府斯特拉斯堡，其父是一名来自下萨克森的行政官员。迈尔曼于1888年到哥廷根读中学，1895年进入哥廷根大学攻读天文学，后来在哥廷根大学天文台做助理，并于1902年获得博士学位。1906年，迈尔曼赴威廉港海军观象台任助理。1907年与玛蒂尔达·施特里特（Mathilde Stritt）结婚。
1909年，迈尔曼携妻子到当时为德国殖民地的青岛就任青岛观象台台长。在其任期内，观象台增设多种仪器，新办公楼于1910至1912年间建成，观象台业务也由最初的气象观测、天气预报及部分天文、报时业务发展到天文、报时、气象、地震、地磁、潮汐观测、地形测量、海域测量等。迈尔曼也曾兼任德华大学讲师。1910年哈雷彗星回归时，迈尔曼曾赴山西太原观测。在青岛期间，迈尔曼与妻子育有一子一女。
1914年8月青岛战役爆发后，迈尔曼作为预备役军官参战，11月日军占领青岛后被俘虏，最初被关押在熊本战俘营，1915年6月转移至久留米战俘营，1918年8月转移至板东战俘营。其家人最初在天津避难，后来迁居至日本，被允许定期与迈尔曼见面。1919年12月被遣送回国。1920年，迈尔曼回到哥廷根，继续在哥廷根大学及天文台任观测员，在此参与教学、科研长达四十余年。迈尔曼1922年起任讲师，1942年退休。其研究方向包括双星、极移、相对论的天文学验证、太阳直径、后髮星團与猎户座大星云的自行等等。1963年4月12日逝世。
为纪念迈尔曼，卡尔·威廉·莱因穆特发现的小行星1739由其姓氏命名。